# UTC−02:30
Giờ UTC−2:30 là giờ tiết kiệm ánh sáng ngày của Giờ chuẩn Newfoundland.
Thời gian này hiện tại: 25/05/2025 06:24:54